# Pareuxoa janae
Pareuxoa janae là một loài bướm đêm thuộc họ Noctuidae. Nó được tìm thấy ở vùng Magallanes và Antartica Chilena của Chile.
Sải cánh dài 30–35 mm. Con trưởng thành bay từ tháng 11 đến tháng 2.